# La Tour-de-Salvagny
La Tour-de-Salvagny is een gemeente in de Franse Métropole de Lyon (regio Auvergne-Rhône-Alpes). De plaats maakt deel uit van het arrondissement Lyon. La Tour-de-Salvagny telde op 1 januari 2022 4.460 inwoners.

## Geografie
De oppervlakte van La Tour-de-Salvagny bedroeg op 1 januari 2022 8,43 vierkante kilometer; de bevolkingsdichtheid was toen 529,1 inwoners per km².

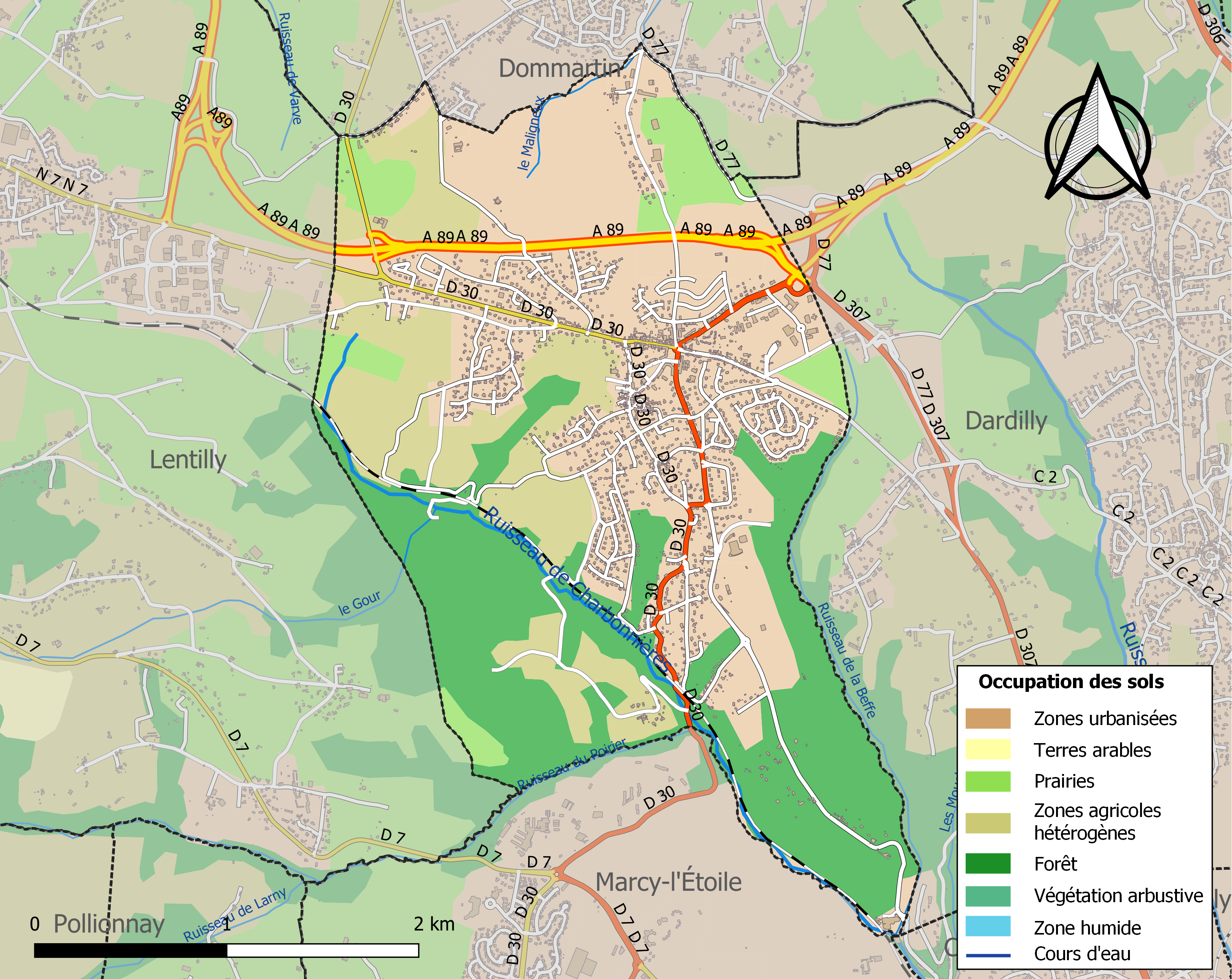
Kaart van de gemeente met de belangrijkste infrastructuur, bodemgebruik en omliggende gemeenten

## Demografie
Onderstaande figuur toont het verloop van het inwonertal (bron: INSEE-tellingen).